# Erigone autumnalis
Erigone autumnalis är en spindelart som beskrevs av James Henry Emerton 1882. Erigone autumnalis ingår i släktet Erigone och familjen täckvävarspindlar. Inga underarter finns listade i Catalogue of Life.